# Masquerade/Why So Silent...?
“Masquerade” è una canzone del musical “The Phantom of the Opera" di Andrew Lloyd Webber.

## Nel musical
È cantata all'inizio del secondo atto, dopo l' “Ent'Act”, in occasione del grande ballo in maschera per celebrare l'anno nuovo nel foyer dell'Opéra Garnier. Il ballo celebra inoltre, come dicono Andre e Firmin, l'inaugurazione del nuovo lampadario, poiché il precedente era stato distrutto dal Fantasma. Durante il ballo Christine e Raoul parlano del loro fidanzamento segreto.
La scena comincia in un alone soffuso di luci con un gran numero di persone in costume che danzano scendendo dall'imponente scalone del teatro dell'Opera. La melodia è vagamente sinistra e le liriche lascino inteso un senso di inquietudine.
Alla fine della canzone il ballo viene interrotto dall'arrivo di un individuo vestito da Morte Rossa, il Fantasma (recitativo: Why so silent). 
Questi è giunto per portare agli impresari Andre e Firmin lo spartito di un'opera da lui scritta, il “Don Juan Triumphant.
Quando si accorge dell'anello di fidanzamento che l'amata soprano Christine porta al collo legato con una catenina d'oro, glielo strappo furiosamente, per poi sparire in una vampata di fuoco.

## Il tema
Quello di “Masquerade” è il primo tema musicale che lo spettatore del musical sente, prima ancora dell'Overture.
Infatti, durante l'asta iniziale, il banditore mostra il carillon ritrovato nei sotterranei del teatro dell'Opera, una scimmietta in abiti persiani che suona i cembali.
Viene mostrato ai potenziali acquirenti che l'oggetto è ancora funzionante. Il tema che il carillon suona è, infatti, “Masquerade”.
Anche nel finale del musical (Down Once More/Track Down This Murderer) il Fantasma, abbandonato per l'ultima volta da Christine, sentendo il suo carillon suonare, canta una strofa di “Masquerade” tra i singhiozzi, prima di dire “Christine…I love you”.

## Nella cultura di massa
- La canzone viene cantata dai personaggi principali nel nono episodio della seconda stagione de Le terrificanti avventure di Sabrina.[1]